# Archipiélago de Frioul
El archipiélago de Frioul (en occitano: Archipèla dau Frieu, en francés: Archipel du Frioul) es un grupo de cuatro pequeñas islas situadas frente a la costa mediterránea de Francia, aproximadamente a 4 km de la ciudad de Marsella. El archipiélago tiene una superficie total de aproximadamente 200 hectáreas.

## Geografía
Las islas del grupo son las siguientes:
- Pomègues, al sur del grupo, con una longitud de 2,7 km y una altitud máxima de 89 m, es la isla mayor del grupo y contaba con una población permanente de unas 100 personas en 2005;

- Ratonneau, al norte del grupo, con 2,5 km de largo y 0,5 km de anchura, su mayor altura es de 76 m. Antiguo emplazamiento militar, hoy es una núcleo turístico con unos 450 apartamentos, una quincena de comercios, un centro de vacaciones y un puerto deportivo con unos 600 amarres;

- If, al este de las dos islas principales, un pequeño islote donde está localizado el Castillo de If, castillo donde fue encarcelado el personaje principal de la obra de ficción de Alexandre Dumas, padre,  El conde de Montecristo.

- Tiboulen, al oeste de Ratonneau, que viene de la deformación provenzal del latín antipolitanus ("frente a la ciudad"), es un pequeño islote que alcanza los 30 m de altitud y en el que hay un faro.

Las islas de Pomègues y Ratonneau están conectadas por un dique construido en 1822, la Digue Berry, y un rompeolas para formar una dársena entre las dos islas.

## Trivia
Los barcos protugueses que llevaban en una embajada para el Papa León X el primer rinoceronte que fue visto en Europa, hicieron una parada y desembarcaron al animal en estas islas a principios de 1516.  (ver Rinoceronte de Durero).

### Antoine de Saint-Exupéry
En marzo de 2008, un expiloto Luftwaffe de 85 años de edad, Horst Rippert, contó a La Provence, un diario de Marsella, que había derribado un P-38 Lightning el 31 de julio de 1944 en la zona donde se encontró el avión de Saint-Exupéry. Rippert, que estaba en una misión de reconocimiento sobre el mar Mediterráneo, dijo que vio y se enfrentó con un P-38 con la escarapela de Francia, cerca de Tolón.  Rippert dijo que el P-38 se estrelló en el mar. El avión era pilotado por Antoine de Saint-Exupéry.